# Dismorphia thermesia
Dismorphia thermesia is een vlindersoort uit de familie van de Pieridae (witjes), onderfamilie Dismorphiinae.
Dismorphia thermesia werd in 1819 beschreven door Godart.